# 陸瀚民
陸瀚民（1983年12月3日—），現任香港立法會議員（選舉委員會）、麗新集團主席辦公室首席策略官及香港總商會經濟政策委員會副主席。他在2021年參選立法會選舉，以選舉委員會界別當選人身份首次晉身立法會。

## 背景

### 早年生活
陸瀚民早年在新界沙田乙明邨長大，就讀樂善堂陳祖澤學校（1995年小六）。畢業於喇沙書院後（2000年中五；理科），他因在香港中學會考中只取得16分的成績而未能在原校升讀中六年級，於是先後到8間中學叩門但未獲取錄。結果決定放棄報讀理科，在保良局莊啟程預科書院修讀商科預科課程（2002年中七）。中七畢業後再報考副學士，完成兩年制課程即入讀香港教育學院修讀教育系榮譽學士學位，主修中文（2004年至2008年）。陸瀚民在校時是香港教育學院學生聯盟的活躍分子，有份參與學生運動。往後進修香港大學公共行政碩士學位。

### 事業發展
陸瀚民於2008年至2010年任職世聯顧問有限公司（A-World Consulting Limited）客戶主任，2010年至2013年轉職香港賽馬會高級公關主任（對外事務），2013年至2014年再轉職至新世界發展，從事助理公關經理崗位。其後，他於2014年8月轉到麗新集團，擔任林建岳的公關助理，至2018年3月升為主席辦公室公關副主任，2021年7月起成為主席辦公室首席策略官。
除了公共關係原職之外，他亦參與智庫政策研究活動，是三十會（2010年至2018年）、為政策士（2015年起，曾與《香港01》合辦鼓勵學生從事政策游說工作的《策掂- 傑出政策人大賽》）以及香港菁英會的成員。2021年8月起擔任香港總商會經濟政策委員會副主席。此前曾在2017年，與時任民主思路聯席召集劉培榮一同出任2017年香港特別行政區行政長官選舉，林鄭月娥陣營的競選公關。
2021年，陸瀚民以香港經濟民生聯盟成員身份報名參選2021年香港立法會選舉，最終以1059票當選選舉委員會界別議員。

### 公職委任
陸瀚民自21歲開始擔任公職，獲委任的項目包括政府助學金聯合委員會成員（2005年至2006年）、地區防火委員會委員（2006年至2012年）、香港青年協會青年服務諮詢委員會委員（2010年至2016年）、扶貧委員會社會參與專責小組「築福香港」成員（2014年）、香港與內地經貿合作諮詢委員會委員（2014年至2015年）、大嶼山發展諮詢委員會成員（2014年至2018年）、市區重建局上訴委員團成員（2013年至2019年）、博物館諮詢委員會 - 科學博物館諮詢委員會成員（2014年至2016年）以及香港金融發展局市場推廣小組成員（2020年5月起）。

## 個人生活
陸瀚民在2016與前新聞主播洪綺敏結婚，二人目前未有子嗣。2022年1月，他因曾到訪有新型冠狀病毒確診者出席的場合而被送到竹篙灣檢疫中心隔離21天。
陸瀚民於2023年1月31日在社交網站上載跟鐵路迷羅哲琛在立法會的合照，透露他們是表舅父與表外甥關係，引發網民熱烈討論。

## 參與節目
- 2021年　聲東擊西（嘉賓主持；6月4日、10月7日，有線電視）
- 2021年　盤點政策（與黃永共同主持；港台電視31）[32]
- 2022年　立法群英再出發（嘉賓、港台電視31）

## 外部連結
- 陸瀚民的Facebook專頁
- 陸瀚民的Instagram帳戶
- 葛珮帆籲加強職業教育 陸瀚民倡辦灣區升學博覽，香港文匯報，2021年11月26日 （页面存档备份，存于）